# Christian Laplanche
Pour les articles homonymes, voir Laplanche.
Christian Laplanche est un avocat français. 
Ancien criminel, il réussit à intégrer le barreau de Nîmes après avoir essuyé divers refus et radiations.

## Biographie
Fils de divorcés, Christian Laplanche est abandonné très jeune à sa grand-mère, qui l'élève à Maussane-les-Alpilles.
Saisi en 1981 d'une « bouffée de délinquance », il commet divers braquages, dont l'un le 21 avril 1982 à Barbentane, où il tire sur un policier. Il est appréhendé par les forces de l'ordre alors qu'il avait intégré la préparation militaire du camp de La Courtine. En 1987, il est condamné à 3 ans de prison ferme pour vol aggravé en réunion et tentative d'homicide par la cour d'assises de Draguignan.
Encouragé par un juge d'instruction, Benoît-Dominique de La Soujeole,, il passe son baccalauréat puis entreprend des études de droit en prison, et soutient en 1993 une thèse de doctorat sous la direction de Christine Lazerges, puis devient maître de conférences en droit privé à l'Institut d'enseignement supérieur de la Guyane. Mais selon Jacques Molénat, « le désir de devenir avocat le taraude » ; il accomplit alors les démarches pour intégrer un barreau.
En juillet 2004, alors qu'il avait dissimulé son casier judiciaire par ruse, son inscription est refusée à l'unanimité par conseil de l'ordre des avocats de Nîmes ; mais la cour d'appel casse en septembre suivant la décision. Après avoir prêté serment « dans un tribunal désert », il intègre la profession. Cependant, il n'a « guère [...] l'occasion d'exercer » et, radié en mars 2006, il doit fermer son cabinet d'avocat au bout de quinze mois. Il se voit aussi refuser l'accès aux barreaux de Cayenne, d'Alès et d'Avignon. Il reprend alors l'enseignement.
En juin 2008, il est enfin accepté au barreau de Paris. Il conserve un cabinet secondaire à Nîmes, dont il conserve cependant un « souvenir épouvantable ». En 2009, il fait l'objet d'un documentaire réalisé par Jarmila Buzková, Le Droit Chemin.

### Vie personnelle
Marié par son ancien juge d'instruction devenu prêtre, il est le père de trois filles que ce dernier a également baptisées.